# Abax nonnitens
Abax nonnitens är en skalbaggsart som beskrevs av Leconte 1873. Abax nonnitens ingår i släktet Abax och familjen jordlöpare. Inga underarter finns listade i Catalogue of Life.